# Tš
Tš je písmeno latinky vyskytující se v abecedách některých jazyků, např. ižorštiny a votštiny, jež se řadí mezi ugrofinské jazyky. V IPA představuje jednu z možných transkripcí pro neznělou postalveolární afrikátu /tʃ/. Tato afrikáta je i ve fonémické sadě karelštiny a je zapisována grafémem č, nicméně se občas zapisuje i jako tš, ačkoliv tš není součástí karelské abecedy. Někdy je taky používán ve fonetické transkripci japonštiny.
V češtině a dalších jazycích je tš bráno jako dvě samostatná písmena t a š.